# Орте Скало
Орте Скало је насеље у Италији у округу Витербо, региону Лацио.
Према процени из 2011. у насељу је живело 3251 становника. Насеље се налази на надморској висини од 57 м.